# Élections provinciales brésiliennes de 2022
Les élections provinciales brésiliennes de 2022 se déroulent le 2 octobre 2022 afin de renouveler pour quatre ans au scrutin proportionnel plurinominal les assemblées des 26 États et du District fédéral du Brésil. Des élections gouvernorales ont lieu simultanément afin de pourvoir les gouverneurs des États et du District.